# Хван Чон Хьон
Хван Чон Хьон (20 травня 1975) — південнокорейський хокеїст на траві.
Срібний призер Олімпійських Ігор 2000 року, учасник 2004 року.
Переможець Азійських ігор 2002 року.
Срібний призер Трофею чемпіонів 1999 року, бронзовий призер 2000 року.
Чемпіон Азії 1999 року.